# Túmulo de Krakus

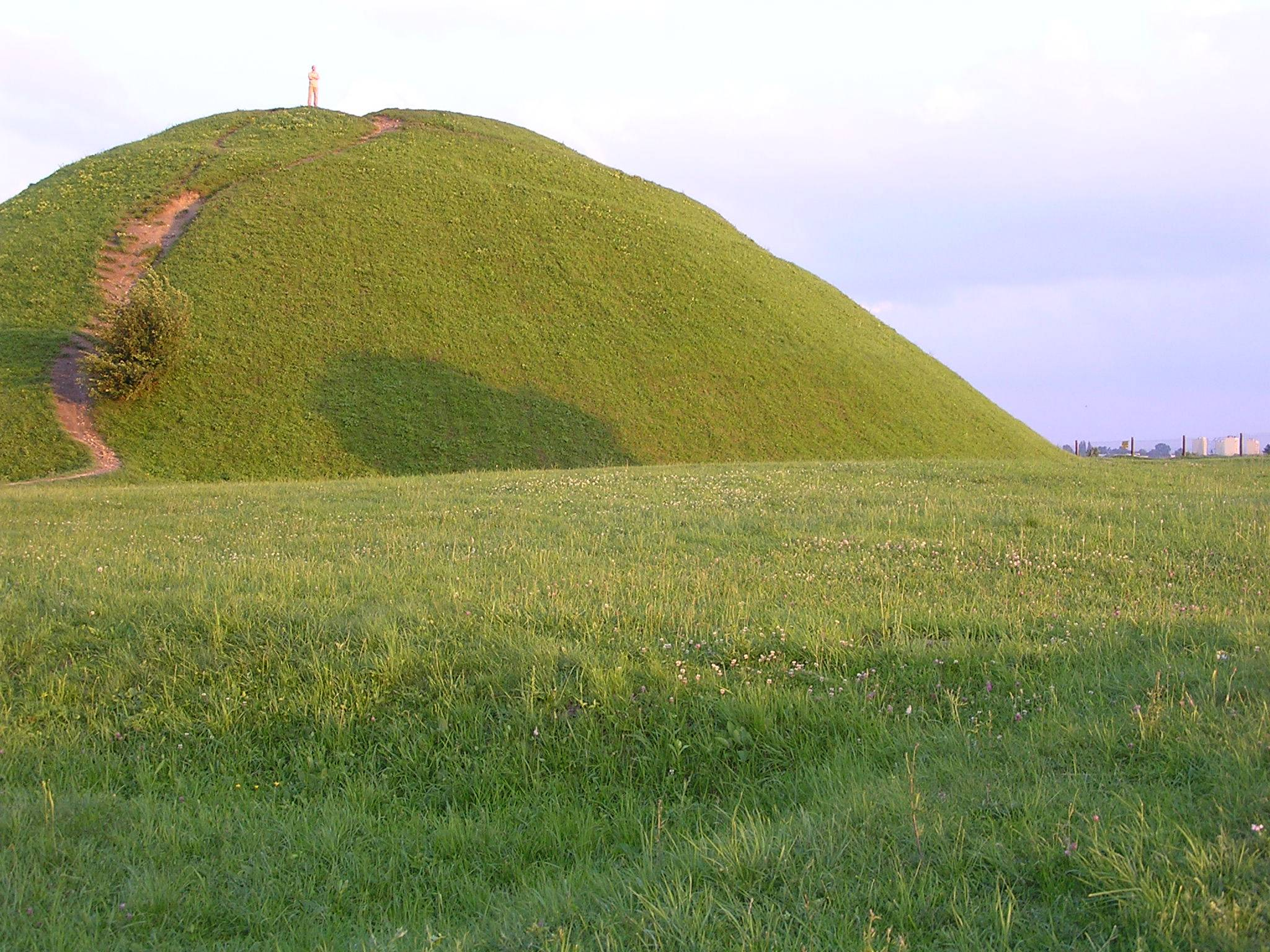
Túmulo de Krakus

El túmulo de Krakus (en polaco Kopiec Krakusa), también llamado túmulo de Krak, es un montículo artificial situado en el distrito de Podgórze de Cracovia, en Polonia. Según la tradición, sería el lugar donde reposarían los restos mortales del mítico fundador de Cracovia, el legendario rey Krakus. Se encuentra en la colina de Lasota, a unos 3 kilómetros al sur del centro de Cracovia, a una altitud de 271 metros, y tiene un diámetro en la base de 60 metros y una altura de 16 metros.
Junto con el cercano montículo de Wanda, es uno de los dos montículos prehistóricos de Cracovia, así como la estructura más antigua hecha por el hombre en dicha ciudad. En las cercanías hay otros dos montículos no prehistóricos, construidos por el hombre, el montículo de Kościuszko, construido en 1823, y el montículo de Piłsudski, terminado en 1937. Todos ellos constituyen los cuatro montículos conmemorativos de Cracovia.

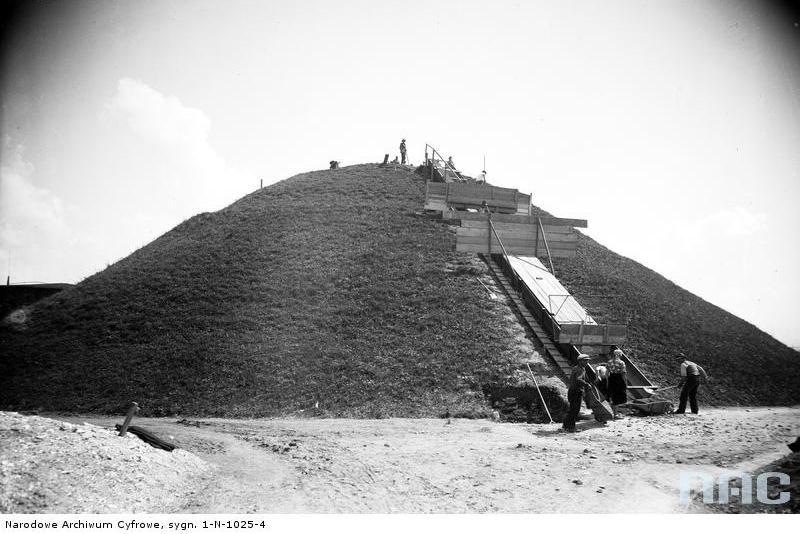
Investigación arqueológica de 1933 del montículo de Krakus

## Historia
La edad y el propósito original del montículo siguen siendo un misterio, aunque se le ha atribuido fines religiosos y conmemorativos. Las excavaciones realizadas a mediados de la década de 1930 revelaron que el montículo está formado por una estructura sólida de madera cubierta de tierra y hierba. En su interior se encontraron algunos artefactos que datan de los siglos VIII y X, pero no se descubrieron restos humanos ni huesos. Según otra hipótesis, el montículo es de origen celta y data del siglo II al I a. C. También se le han atribuido orígenes míticos, pues se dice que se construyó para honrar la muerte del rey Krakus: los dolientes ciudadanos habrían llenado sus mangas con arena y tierra y las habrían llevado al lugar donde está el montículo de Krakus para crear una montaña que dominara el resto del paisaje, como lo había hecho el rey Krakus. En un principio, el túmulo de Krakus estaba rodeado por cuatro montículos más pequeños, pero éstos fueron demolidos en el siglo XIX para levantar la muralla de Cracovia.

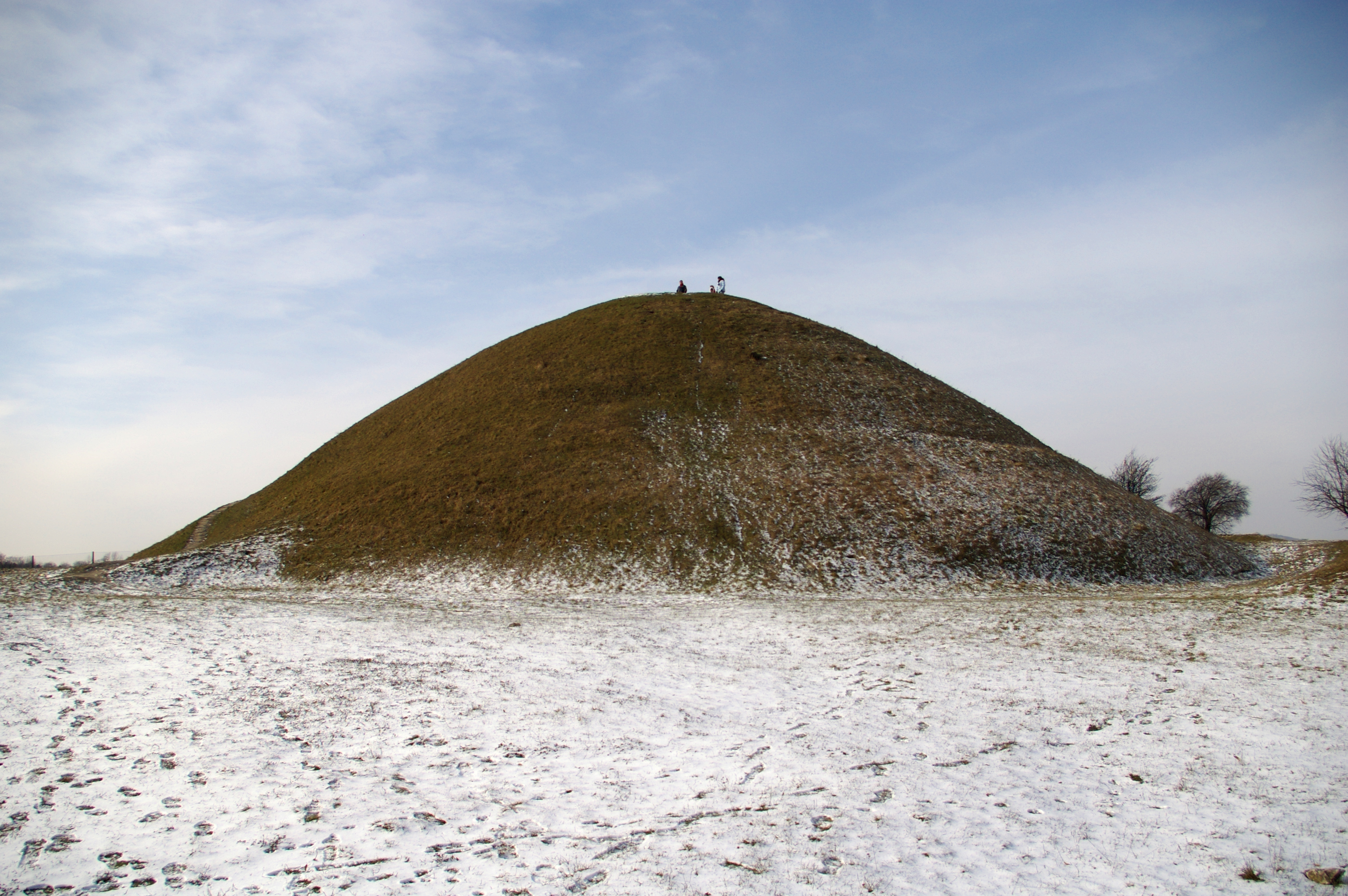
El túmulo de Krakus en invierno

Al igual que otras estructuras de la antigüedad, como Stonehenge, es posible que el montículo de Krakus se construyera teniendo en cuenta aspectos astronómicos. Si uno se sitúa en el montículo de Krakus y mira hacia el montículo de Wanda al amanecer en la mañana de Beltane, la segunda fiesta celta más importante, verá como el sol se alza directamente sobre el montículo de Wanda.
Hasta mediados de la década de 1830, el primer martes después de Pascua se celebraba cada año una fiesta popular en las faldas del túmulo de Krakus. En la década de 2000 se recuperó y en la actualidad vuelve a celebrarse todos los años.

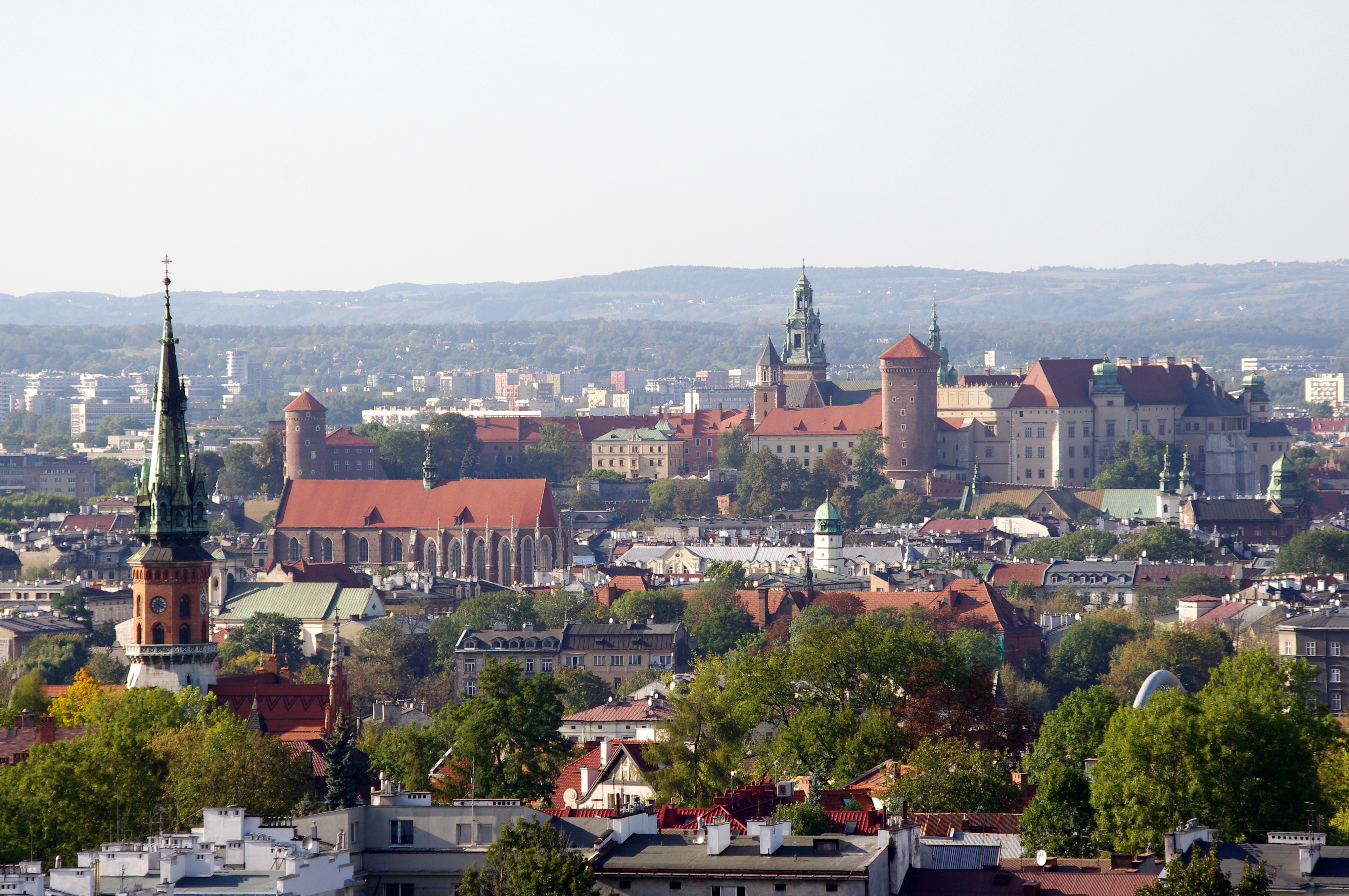
La vista desde la cima del túmulo de Krakus